# Электра (опера)
«Электра» (нем.  Elektra) — опера Рихарда Штрауса в одном действии на либретто Гуго фон Гофмансталя (по его одноимённой трагедии). Премьера: Королевский оперный театр, Дрезден, 25 января 1909 года, под управлением Эрнста фон Шуха. 

## История создания
С трагедией «Электра» австрийского поэта и драматурга Гуго фон Гофмансталя (1874—1929) Штраус познакомился в начале 1906 года. Поставленная в Берлине известным режиссёром Рейнхардтом, она захватила композитора эмоциональной силой характеров, неистовством страстей, напряжённой динамикой действия. В непосредственном сотрудничестве с Гофмансталем был произведён ряд незначительных изменений; почти полный прозаический текст трагедии лёг в основу оперной партитуры. 
Первоначально Штраус сомневался в необходимости музыкального воплощения сюжета, своим психологическим содержанием очень схожего с «Саломеей». Однако желание противопоставить демоническую, страстную античную Грецию традиционно лучезарному, гуманистическому образу Эллады у Гёте и Винкельмана взяло верх. Регулярная работа над музыкой «Электры» началась осенью 1907 года. В сентябре 1908 года партитура была завершена.
Источником для либреттиста послужила одноимённая трагедия Софокла. Под влиянием модной философии дионисийства Ницше и психоанализа Фрейда Гофмансталь кардинально переосмыслил её дух. Он намеренно снизил этический пафос Софокла, отказался от хоровой основы действия, привнёс в происходящее болезненный нерв современного искусства. Мифические герои предстали средоточием патологических инстинктов и символом разрушения. Атмосферу всеобщей ненависти и воинствующего иррационализма сконцентрировал образ Электры. Он воплотил центральную идею авторов — развенчание слепой, бескомпромиссной верности. Драма жизни Электры — исступлённая жажда мщения, несущая трагическую смерть, — по существу, исчерпывает содержание оперы. 
Специфические черты декаданса, проблема распада человеческой личности отражены в характеристике Клитемнестры. Контрастно оттеняет эти образы светлый облик Хрисофемиды. Меньшее внимание уделено мужским персонажам, хотя по инициативе Штрауса была значительно расширена сцена Электры с Орестом — возвышенным, благородным героем. Она частично восполнила гнетущее отсутствие в опере лирически-позитивного элемента.

## Действующие лица
- Электра (сопрано)
- Хрисофемида, её сестра (сопрано)
- Орест, её брат (баритон)
- Клитемнестра, царица Микен, их мать (контральто)
- Эгист, её любовник (тенор)
- Пять девушек-прислужниц, свита Клитемнестры, слуги Ореста

Действие происходит в Древней Греции после окончания Троянской войны (на рубеже XIII—XII вв. до н. э.).

## Краткое содержание

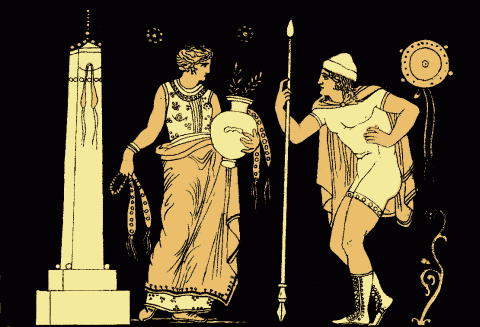
Электра и Орест

Дворец Агамемнона в Микенах. Служанки обсуждают последние события. Царица Клитемнестра, вместе с любовником Эгистом убившая своего супруга, царя Агамемнона, обрекла на изгнание сына Ореста. Две дочери подвергаются вечным унижениям, особенно — гордая Электра, превратившаяся в злобную, нелюдимую фурию. Служанки презирают её, лишь одна из них выступает в защиту царевны. Ожесточённый спор переходит в драку. Озираясь, подобно зверю, из дворца выходит Электра. Она оплакивает отца, печальную судьбу Агамемнона, с мучительными подробностями вспоминает кровавую сцену убийства. Электра надеется на возвращение Ореста и предвкушает час мщения. Перед её мысленным взором предстаёт упоительная картина — утопающие в собственной крови убийцы.
С ненавистью встречает царевна появившуюся сестру. Хрисофемида смирилась со своей унизительной ролью во дворце. Ублажая мать и Эгиста, она надеется на замужество и материнство, уютное семейное счастье. Хрисофемида просит сестру не злить власть имущих, иначе Электре грозит заточение. В злобе Электра прогоняет сестру.
В освещённом окне показывается бледное, одутловатое лицо Клитемнестры. Неспокойная совесть лишает царицу сна. В который раз пытается Клитемнестра обильными жертвами умилостивить богов. В кроваво-красном одеянии она возглавляет очередную процессию жертвоприношения. Заметив Электру, царица внезапно останавливается перед своим смертельным врагом. Быть может, дочь посоветует ей путь избавления от ночных кошмаров, средство вымолить прощение. Лицемерно сочувствуя матери, Электра предрекает ей страшную участь: она сама станет жертвой возмездия и падёт от руки сына. Внезапно появляется слуга с известием о смерти Ореста. Задыхаясь от жестокого торжества и ненависти, Клитемнестра разражается диким хохотом и уходит. Вбегает плачущая Хрисофемида и рассказывает о чужестранцах, принесших неоспоримые доказательства гибели брата. Двое слуг тем временем спешно снаряжают в дорогу Эгиста. Выйдя из оцепенения, Электра умоляет сестру помочь ей свершить матереубийство. В ужасе Хрисофемида убегает. Электра мечется по двору, затем бросается рыть землю, где спрятан топор — орудие убийства отца.
В дверях показывается незнакомец. Электра гонит чужака, но он, приняв Электру за служанку, расспрашивает её о жизни во дворце. В долгой беседе раскрывается тайна. Прибывший — сам Орест, а известие о его гибели — уловка для того, чтобы неузнанным осуществить план мести. Окаменевшее сердце Электры вновь открывается надежде и нежности. Старый наставник Ореста торопит воспитанника. Со священным топором Орест входит во дворец и убивает мать. Электра в ожидании Эгиста сторожит у дверей. Лестью заманивает она в дом возвратившегося узурпатора, где его настигает справедливая кара. На крики сбегаются все обитатели дворца. Дети Агамемнона исполнили волю Олимпа, отомстив за отца. Безмерное ликование Электры изливается в диком танце. В экстазе она чувствует себя избранницей богов, но внезапно падает замертво.

## Музыка
«Электра» — трагедия в духе экспрессионизма, одно из самых сложных и экстремальных по музыкальному языку произведений Штрауса. Многое роднит её с «Саломеей», но сам композитор считал новую оперу более совершенной и стилистически единой. При взвинченности эмоций музыкальный язык приобретает качества, предвосхищающие мелодику А. Шёнберга и А. Берга дерзким нарушением тонально-гармонической системы, необычайным обновлением вокального стиля (преобладает возбуждённая, порывистая декламация), сверхмощным оркестром (ему отведена первостепенная роль, несмотря на преобладание свободного диалога), изощрённой инструментальной полифонией. Отсутствуют традиционные вокальные ансамбли, сольные номера, хоры.

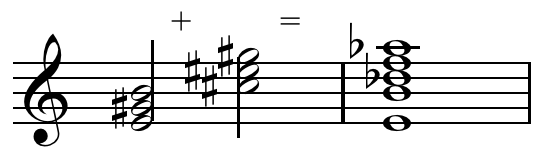
Аккорд Электры

Своеобразно трактованная драматургия подчинена законам как музыкального театра (а именно законам вагнеровской музыкальной драмы), так и симфонической поэмы — жанра, занимающего в творчестве Штрауса одно из ведущих мест. Любопытно, что именно в «Электре» Штраус впервые после Р. Вагнера использовал в оперной партитуре такие необычные инструменты, как вагнеровская туба и бас-труба.
Для изображения главного персонажа оперы Штраус использует диссонирующий аккорд (получивший название аккорда Электра), являющийся битональным объединением ми-мажорного и до-диез-мажорного трезвучий.

## «Электра» на оперной сцене
Премьера «Электры» в Дрездене вызвала волну ожесточённых споров. Музыкальная трагедия была названа «сенсацией № 2» после «Саломеи» и явила в музыкальном театре один из первых образцов сугубо модернистского прочтения античности.
Премьерная постановка в России (Мариинский театр, 18 февраля 1913 года, дирижёр А. Коутс, режиссёр В. Э. Мейерхольд, художник А. Я. Головин) вызвала неприятие традиционалистов. Александр Блок после представления написал жене: «Всё неправда, как и ждали». Сцена обезглавливания царских особ диссонировала с пышным празднованием 300-летия дома Романовых. После трёх представлений опера была снята с репертуара.
Спектакли конца XX и начала XXI веков:
- 1992 год — Нью-Йорк (Хильдегард Беренс — Электра)
- 1994 год — Пасхальный фестиваль в Зальцбурге (дирижёр Клаудио Аббадо)
- 1996 год — Зальцбургский фестиваль (дирижёр Лорин Маазель)
- 2007 год — Санкт-Петербург (Мариинский театр, дирижёр Валерий Гергиев)
- 2014 год — Милан (Ла Скала, дирижёр Эса-Пекка Салонен)

## Дискография
Исполнители даны в следующем порядке: Электра, Хрисофемида, Клитемнестра, Эгист, Орест
- 1937 — Дир. Артур Родзинский; солисты: Роза Паули, Шарлотта Бёрнер, Энид Санто, Фредерик Ягель, Юлиус Хюн; Нью-Йоркский филармонический оркестр.
- 1947 — Дир. Томас Бичем; солисты: Эрна Шлютер, Люба Велич, Элизабет Хёнген, Уолтер Уиддоп, Пауль Шёффлер; Королевский филармонический оркестр.
- 1953 — Дир. Рихард Краус; солисты: Астрид Варнай, Леони Ризанек, Рес Фишер, Хельмут Мельхерт, Ханс Хоттер; оркестр Западногерманского радио.
- 1957 — Дир. Димитрис Митропулос; солисты: Инге Борх, Лиза Делла Каза, Джин Мадейра, Макс Лоренц, Курт Бёме; Венский филармонический оркестр.
- 1965 — Дир. Карл Бём; солисты: Биргит Нильссон, Леони Ризанек, Регина Резник, Вольфганг Виндгассен, Эберхард Вехтер; оркестр Венской оперы.
- 1967 — Дир. Георг Шолти; солисты: Биргит Нильссон, Мэри Колье, Регина Резник, Герхард Штольце, Том Краузе; Венский филармонический оркестр.
- 1990 — Дир. Вольфганг Заваллиш; солисты: Эва Мартон, Черил Стьюдер, Марьяна Липовшек, Герман Винклер, Бернд Вайкль; симфонический оркестр Баварского радио.

## Избранные видеозаписи
- 1982 — режиссёр Гёц Фридрих; дирижёр — Карл Бём, оператор — Рудольф Блахачек, художник-постановщик — Йозеф Свобода, художник по костюмам Пет Хальмен; солисты: Электра, дочь Клитемнестры — Леони Ризанек, Клитемнестра, вдова Агамемнона, правительница Микен — Астрид Варнай; Хрисофемида, её дочь —  Катарина Лигендза; Орест, брат Электры — Дитрих Фишер-Дискау; Эгист, новый супруг Клитемнестры — Ханс Байрер; наставник Ореста — Йозеф Грайндль;  Венский филармонический оркестр.
- 2013 — реж. Патрис Шеро; дир. Эса-Пекка Салонен; солисты: Эвелин Херлициус (Электра), Адриана Печенка (Хрисофемида), Вальтрауд Майер (Клитемнестра), Том Рэндл (Эгист), Михаил Петренко (Орест); Оркестр Парижа; Экс-ан-Прованский оперный фестиваль.

## Использованная литература
- Гозенпуд А. Оперный словарь. — СПб., 2005.
- Друскин М., Кенигсберг А., Михеева Л. 111 опер. — СПб., 1998.